# 龙江大桥
龙江大桥也称作龙江特大桥，是云南省保腾高速上的一座公路桥，是保腾高速的重点控制性工程，属于双塔单跨的特大跨径钢箱梁悬索桥，位于腾冲市和龙陵县交界。桥梁全长2,471米、宽33.5米，主跨度1,196米，项目概算投资19.55亿元。两个塔架分别高169.7米（保山岸）和129.7米（腾冲岸），索塔顶到江面最大差距为450米，桥面距离河流280米（920英尺），使其成为世界最高的桥之一，是亚洲山区跨径最大的钢箱梁悬索桥，也是中国山区的第一座跨径超过千米的钢箱加劲梁悬索桥。2016年5月1日通车，标志保腾高速全线通车，设计时速80公里，昆明至腾冲的行车时间缩短到七个半小时。

## 建设历程

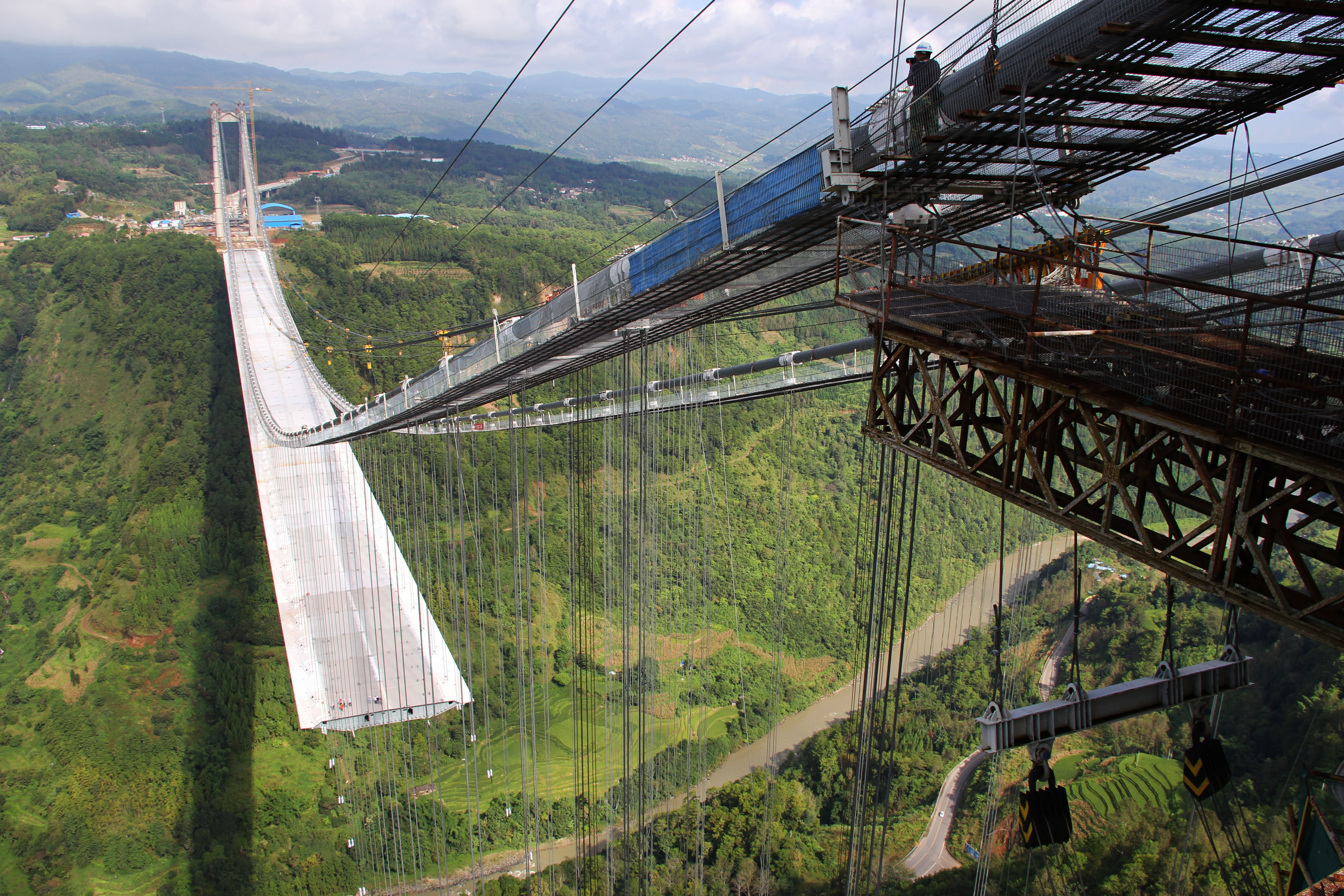
建设中的龙江大桥

2011年5月23日，中交二公局承建的龙江特大桥项目正式实施。2014年12月12日，龙江大桥施工方使用无人机牵引先导索过江，为中国大跨径悬索桥首次采用这项技术。2015年7月30日，龙江大桥开始安装钢箱梁。2015年10月30日，最后一片钢箱梁吊装完成合龙，11月23日开始桥梁整体连接。2016年4月5日，68台每台重为35吨的车辆（总重2380吨）分成四排对龙江大桥进行了静力荷载试验和动力荷载试验并成功通过，标志大桥承载力达到设计要求。2016年4月20日，龙江大桥举行通车仪式，由云南省人民政府副省长丁绍祥宣布通车，云南省多位官员出席仪式。

## 技术

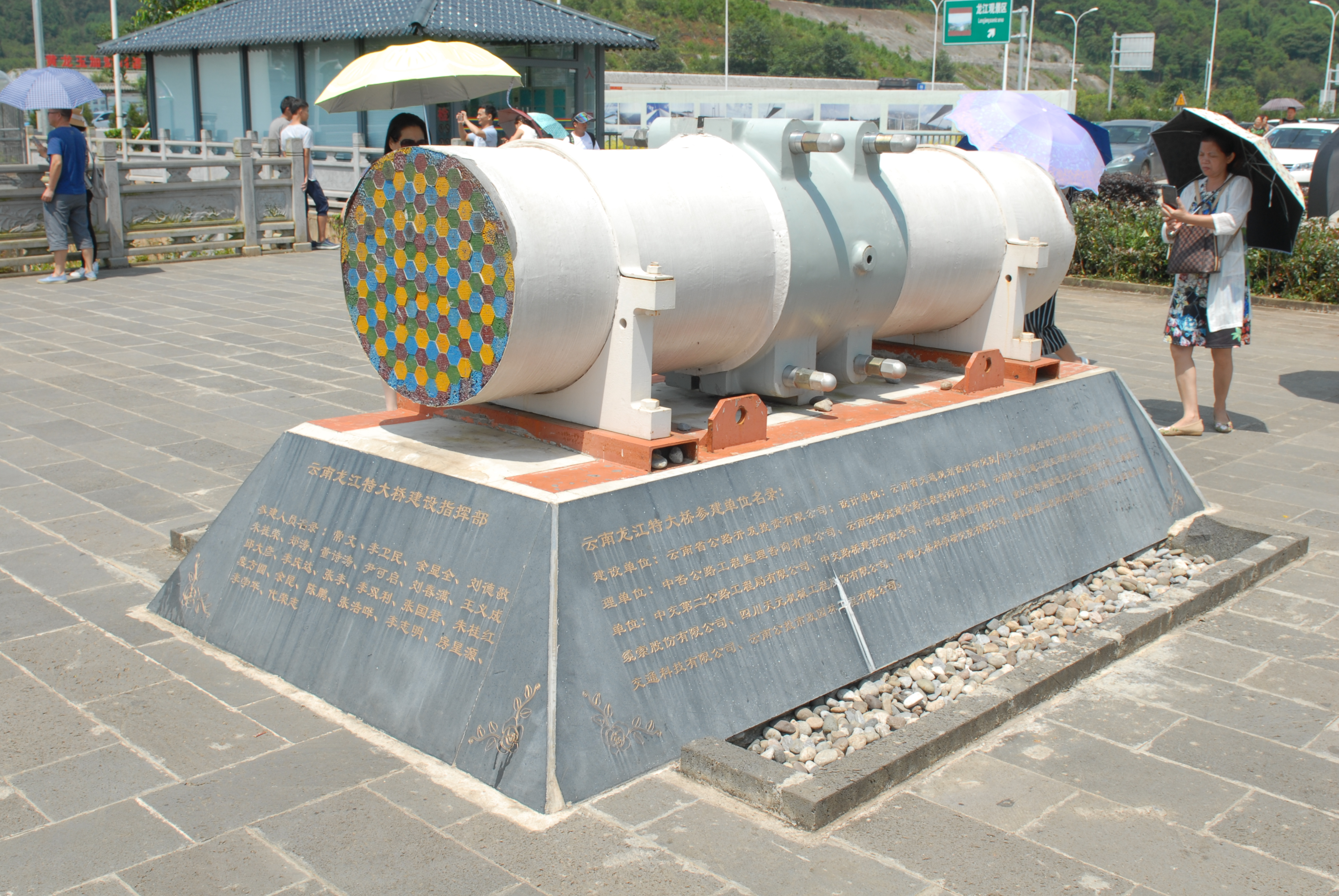
龙江大桥的主缆

龙江大桥位于火山和地震带上，跨径布置为320米+1196米+320米，大桥主缆长度1,950米，两侧总计有65.9万米的338根索股，抗震等级按Ⅸ度设防，桥梁使用的缆索由奥盛集团生产。龙江大桥共有97个钢箱梁梁段，主桥钢箱梁每个节段长12.4米、宽33.5米、高3米，重约154吨。桥梁建设共产生了5项技术创新，包括：

1. 采用无人机牵引先导索过江

2. 采用索股入鞍段预成型及架设技术

3. 采用圆形缠丝加缠包带方式加除湿系统方式进行主揽防护

4. 采用喷洒葡萄糖酸钠作为缓凝剂，配合水枪冲刷的方式进行锚碇混凝土凿毛施工

5. 在桥梁大体积混凝土中使用火山灰作为混凝土外掺剂

## 事故
2016年4月22日上午11时15分，龙江特大桥龙陵岸引桥第五跨箱梁混泥土涂装（刷柒）项目施工过程中，吊篮角钢焊缝发生断裂后引起吊篮整体垮塌，从40米高空极速坠落，导致吊篮内正在施工的3名工人，1人当场死亡，2人送医院后抢救无效死亡，3人均为江苏省镇江蓝舶科技股份有限公司员工。

## 旅游
保腾高速龙江大桥腾冲岸设置有服务区，并将建设“龙江特大桥国际旅游区”。龙江大桥修建有游客观光步道，曾在2018年春节假期期间开放试运营，票价为每人30元，对保山本地人给予半价优惠。曾有人在龙江大桥成功完成低空跳伞，然而桥梁管理部门表示将加强管理，不允许这样的危险活动再次发生。

## 图集

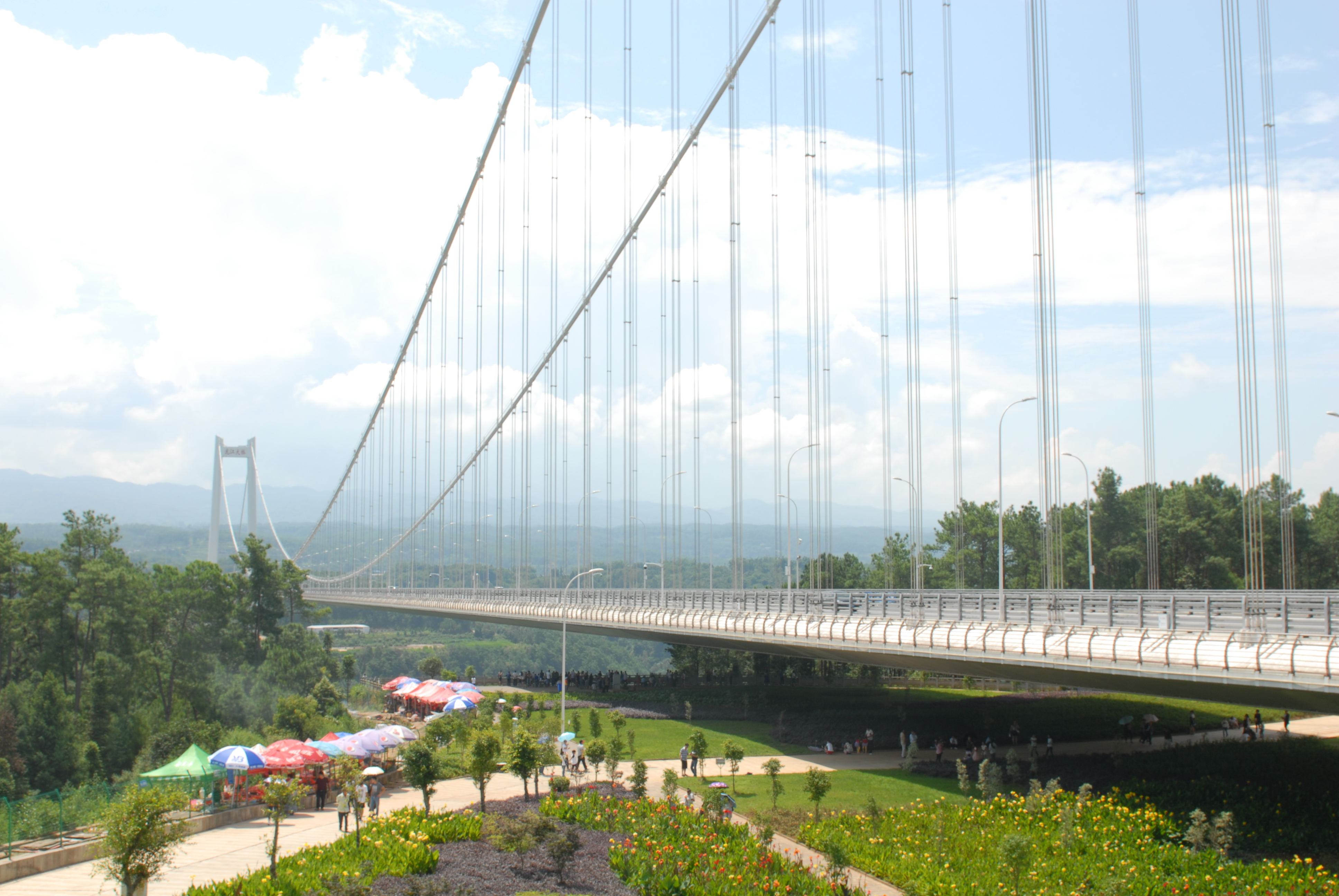
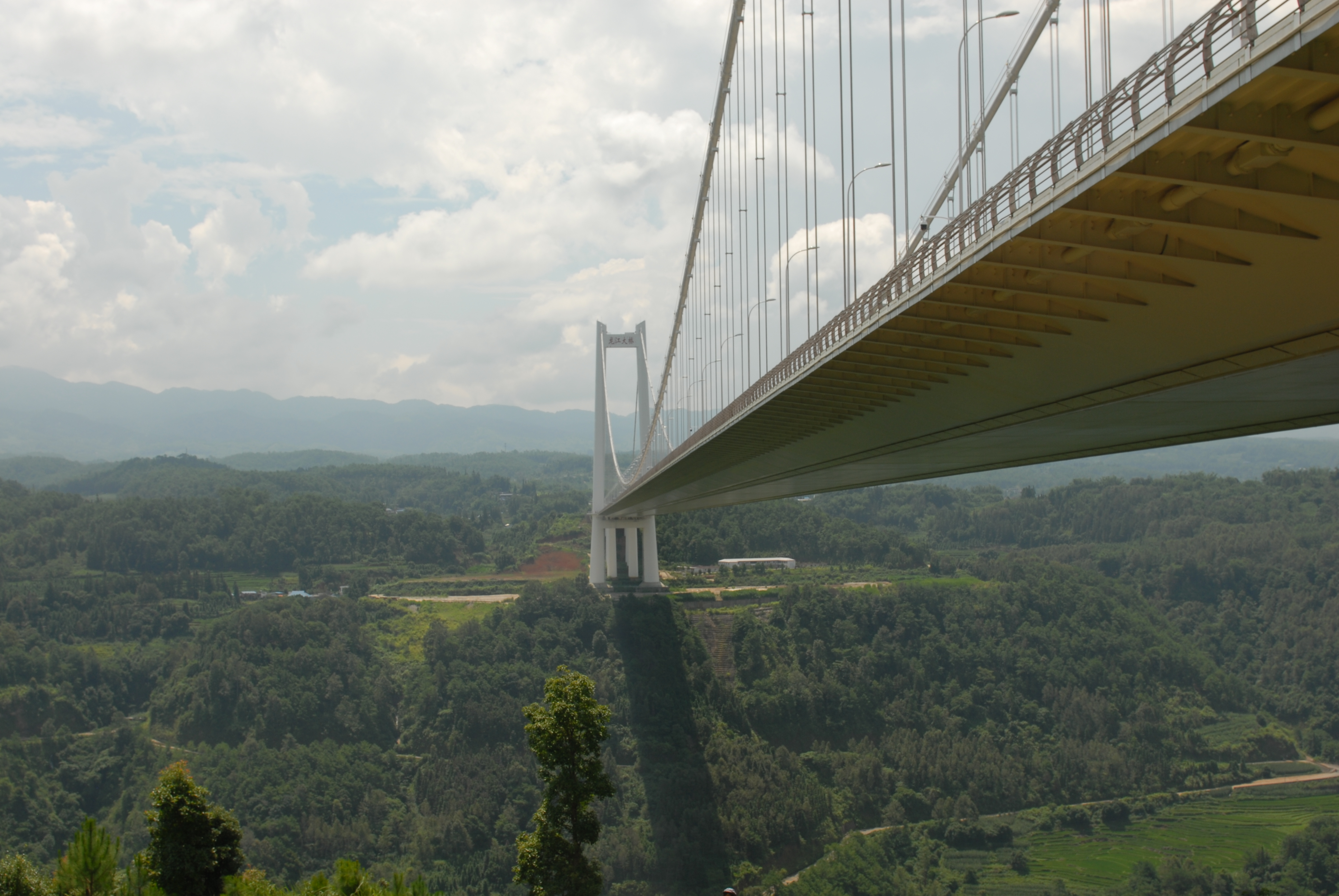
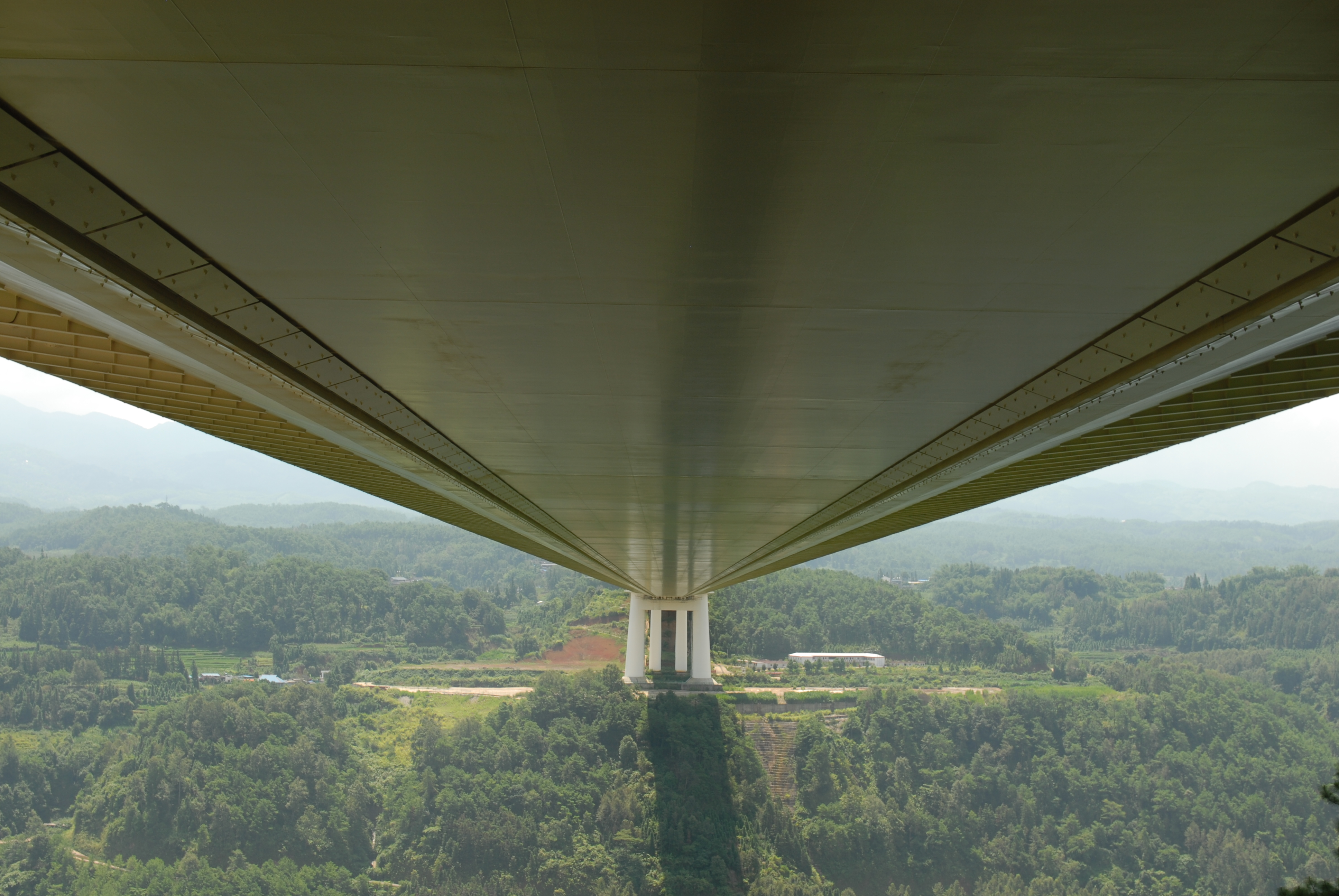
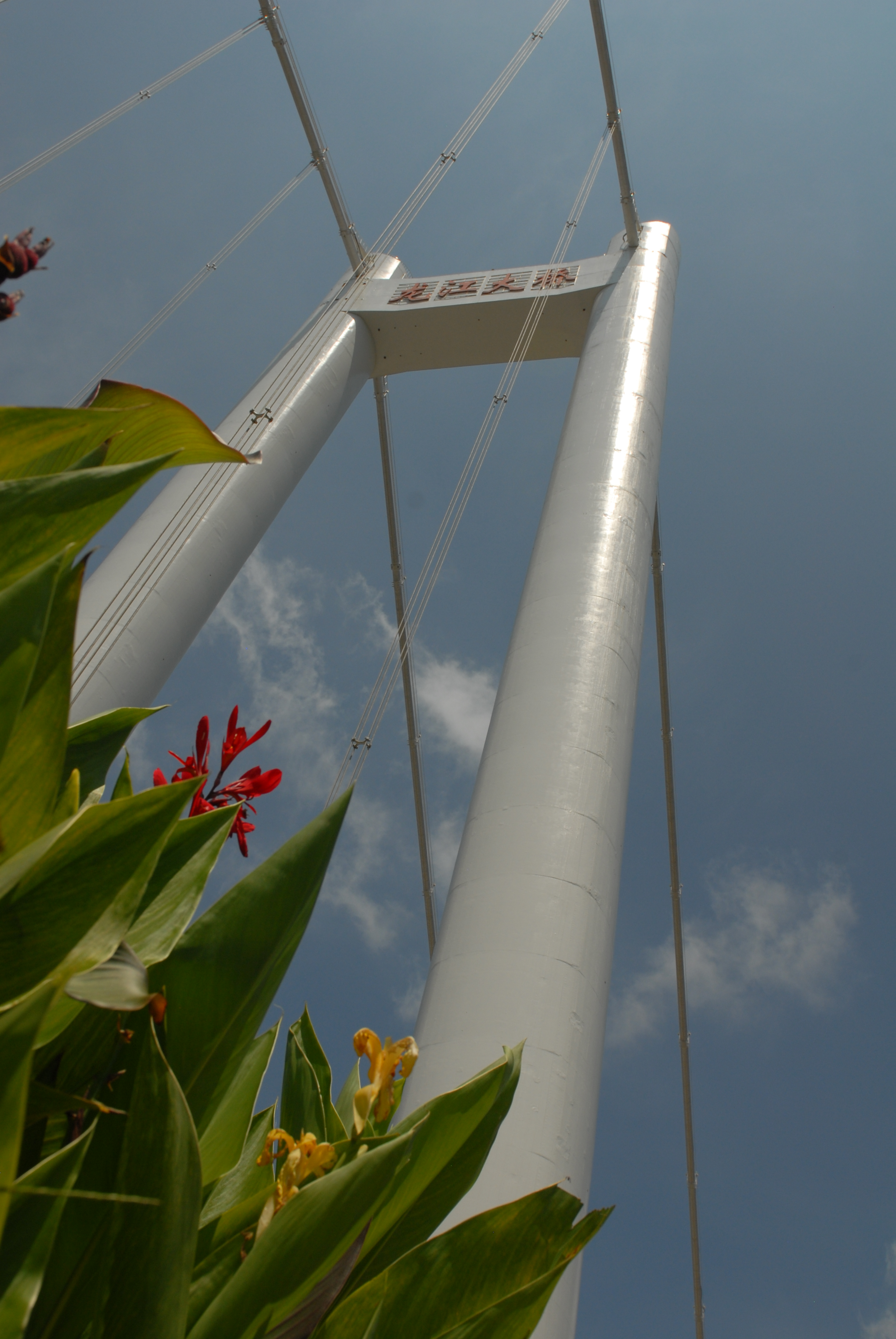
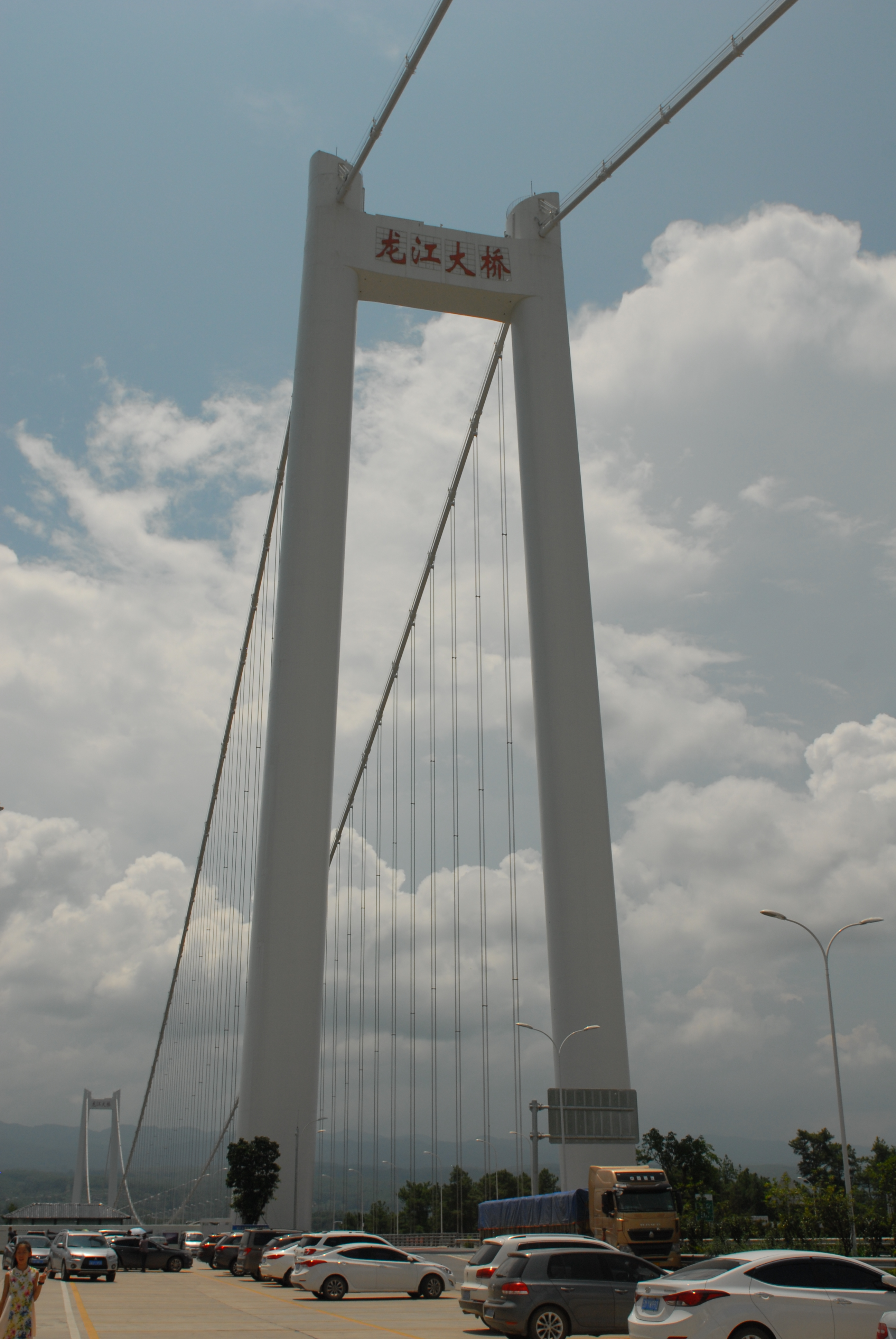
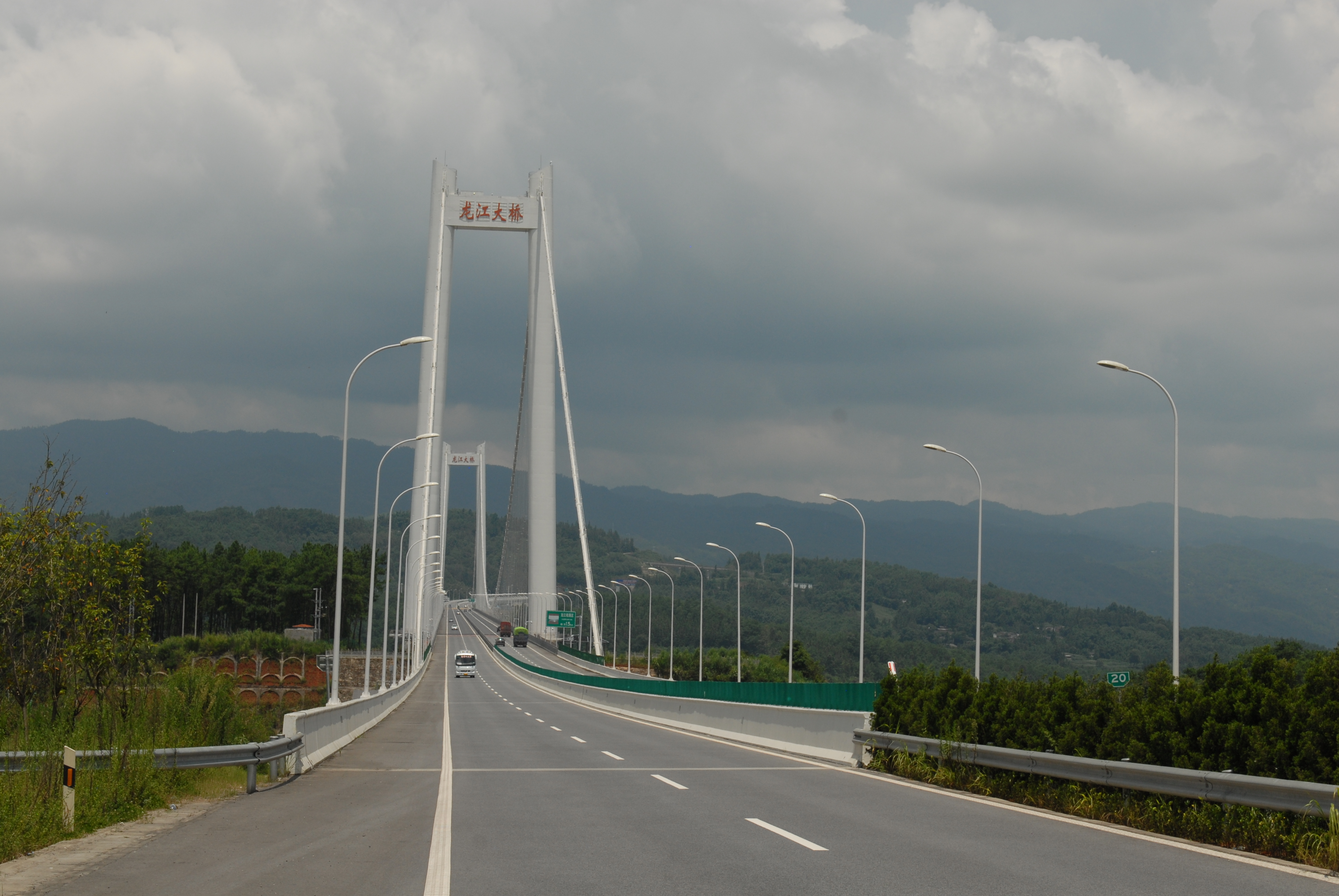
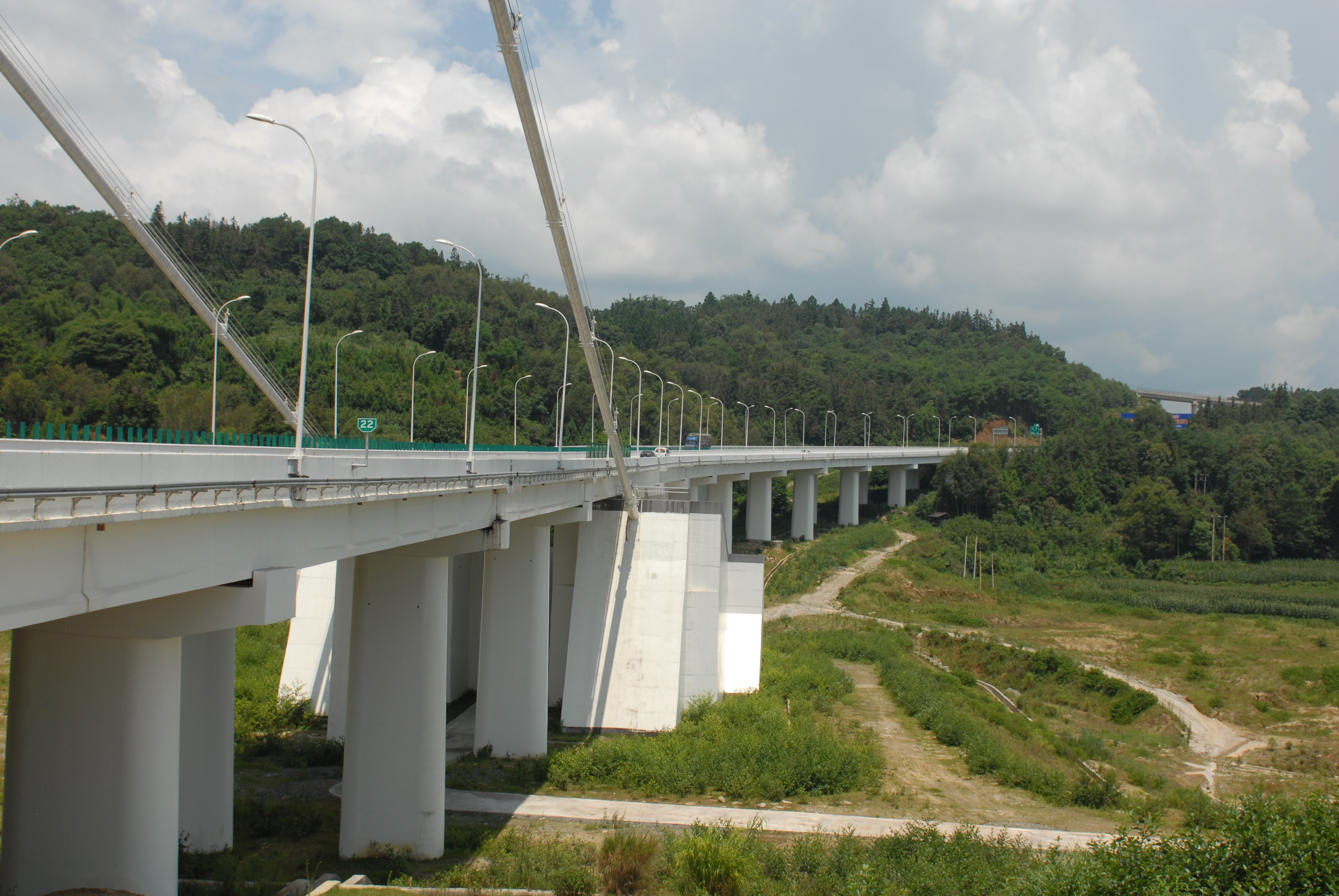